# Toño Castro
Antonio Castro Fernández, más conocido como Toño Castro (Avilés, Asturias, 6 de junio de 1972 - Ibiza, Islas Baleares, 27 de marzo de 2006) fue un futbolista español que se desempeñaba como defensa.

## Biografía
Antonio Castro Fernández, nació en Avilés un 6 de junio de 1972. 
Actuaba de defensa central, jugador de gran envergadura (1'92 cm), se caracterizó por ser un central sólido, bueno en el juego aéreo y que además tenía un buen manejo de balón. 
Toño comenzó desde temprana edad en el mundo del fútbol, en las filas del equipo de su ciudad natal, el Real Avilés Club de Fútbol. Su brillante actuación hizo que el Real Sporting de Gijón de juveniles se fijara en él. Allí comenzó a desarrollar su potencial como defensa, compartiendo equipo incluso con el ex-seleccionador de la Selección de fútbol de España, Luis Enrique Martínez García.
Llegó a despuntar de tal manera que, con tan solo 20 años, ya hizo su debut como profesional con el Real Valladolid B en el año 1992, para finalmente  fichar en el mercado de invierno y culminar en los mejores años de su carrera en el CD Toledo (1992-1994), consiguiendo un ascenso de Tercera División española   a 2ª división en 1993, y casi consiguiendo el salto a la máxima categoría del fútbol español en la temporada siguiente. 
En dicha Promoción, precisamente contra su ex-equipo el Valladolid, jugó el partido de ida en el Salto del Caballo, realizando un excelente partido que terminó con victoria 1-0 a favor de los toledanos. Una lesión muscular le impidió jugar el partido de vuelta, un amargo recuerdo para la afición del CD Toledo que se quedaron a las puertas de la Primera División de España. Quién sabe que hubiese podido pasar si en aquel partido, tanto Toño como su compañero en el eje de la zaga Abel, que también se encontraba lesionado, hubiesen podido jugar.
Tras esta impresionante temporada, muchos equipos ponen la mira en Toño, quien decide finalmente fichar por el SD Compostela (1994-1996) dando el salto a 1ª División española.  Fue cedido a la Unión Deportiva Almería (1996-1997), para rematar su carrera volviendo nuevamente a la  SD Compostela (1997-1999)
En total disputó 94 partidos y anotó 6 goles.
Tras abandonar el mundo del fútbol, nos dejó aquel triste 27 de marzo de 2006, con tan solo 33 años. Su cuerpo fue encontrado debajo de Dalt Vila, la zona amurallada de Ibiza. Toño  sufría una gran depresión ya que hacía unos años había fallecido su esposa, un trauma que no pudo soportar y finalmente terminó suicidándose.

## Clubes
| Club                          | País   | Año       |
| ----------------------------- | ------ | --------- |
| Real Valladolid B             | España | 1992-1993 |
| Club Deportivo Toledo         | España | 1992-1994 |
| Sociedad Deportiva Compostela | España | 1994-1996 |
| Unión Deportiva Almería       | España | 1996-1997 |
| Sociedad Deportiva Compostela | España | 1997-1999 |